# Prvenstvo Jugoslavije u velikom rukometu za žene 1949.
Prvo poslijeratno jugoslavensko prvenstvo za klubove u velikom rukometu za žene je održano 1949. godine, a pravk je bila ekipa Spartak iz Subotice.

## Savezno prvenstvo

### Polufinalni turniri
Igrano u Sarajevu. Pobjednici skupina su se plasirali u finale (završnicu) za prvaka, a drrugoplasirani u utakmicu za treće mjesto.
| mj         | klub                    | ut        | pob       | ner       | por       | gol+      | gol-      | bod       |
| Skupina I  | Skupina I               | Skupina I | Skupina I | Skupina I | Skupina I | Skupina I | Skupina I | Skupina I |
| ---------- | ----------------------- | --------- | --------- | --------- | --------- | --------- | --------- | --------- |
| 1.         | Spartak (Subotica)      | 3         | 3         | 0         | 0         | 18        | 6         | 6         |
| 2.         | Crvena zvezda (Beograd) | 3         | 2         | 0         | 1         | 5         | 5         | 4         |
| 3.         | Split (Split)           | 3         | 1         | 0         | 2         | 7         | 9         | 2         |
| 4.         | Mladost (Sarajevo)      | 3         | 0         | 0         | 3         | 2         | 12        | 0         |
|            |                         |           |           |           |           |           |           |           |
| Skupina II |                         |           |           |           |           |           |           |           |
| 1.         | Zagreb (Zagreb)         | 3         | 3         | 0         | 0         | 15        | 3         | 6         |
| 2.         | Železničar (Beograd)    | 3         | 2         | 0         | 1         | 9         | 4         | 4         |
| 3.         | Dinamo (Zagreb)         | 3         | 1         | 0         | 2         | 3         | 10        | 2         |
| 4.         | Polet (Maribor)         | 3         | 0         | 0         | 3         | 3         | 13        | 0         |

### Završnica
Igrano u Beogradu.
|                  | klub1      | rez. | klub2         |
| ---------------- | ---------- | ---- | ------------- |
| za treće mjesto: | Železničar | 2:1  | Crvena zvezda |
| za prvaka:       | Spartak    | 5:3  | Zagreb        |

## Republička prvenstva

### Hrvatska
Prvenstvo Hrvatske u velikom rukometu za žene za 1949. je održano u Splitu (21. i 22. svibnja 1949.), a osvojila ga je ekipa Srednje fiskulturne škole iz Zagreba
| mj | klub                               | ut | pob | ner | por | gol+ | gol- | bod |
| -- | ---------------------------------- | -- | --- | --- | --- | ---- | ---- | --- |
| 1. | Srednja fiskulturna škola (Zagreb) | 3  | 2   | 1   | 0   | 6    | 0    | 6   |
| 2. | Zagreb (Zagreb)                    | 3  | 2   | 0   | 1   | 9    | 6    | 4   |
| 3. | Gimnastičko društvo (Split)        | 3  | 1   | 1   | 1   | 4    | 4    | 3   |
| 4. | Gimnastičko društvo (Dubrovnik)    | 3  | 0   | 0   | 3   | 2    | 11   | 0   |